# Isabella Holmgren
Isabella Holmgren, née le 22 mai 2005 à Oro-Medonte, est une coureuse cycliste canadienne. Elle court sur route, en cyclo-cross et en VTT.

## Biographie
Isabella Holmgren commence le cyclisme à l'âge de neuf ans, tout comme sa sœur jumelle Ava. Leur frère aîné Gunnar (né en 1999) est également cycliste et se spécialise dans les courses de VTT et de cyclo-cross. En 2021, Isabella remporte plusieurs courses de VTT dans les catégories de jeunes au Canada et aux États-Unis. En novembre de la même année, elle décroche la médaille de bronze aux championnats panaméricains de cyclo-cross juniors (17/18 ans) remportés par sa sœur. Elle rejoint ensuite le programme de Stimulus Orbea, une équipe canadienne qui soutient les jeunes cyclistes. 
À partir de décembre 2021, elle participe pour la première fois à des courses de cyclo-cross en Europe. Lors de la saison 2022-2023, toujours chez les juniors, elle devient championne du Canada de cyclo-cross et remporte les  mondiaux de cyclo-cross devant sa sœur jumelle Ava. Il s'agit des premières médailles pour le Canada en 70 ans d'histoire des championnats du monde de cyclo-cross. En août 2023, Isabella Holmgren devient également championne du monde du cross-country juniors aux mondiaux de Glentress Forest, réalisant ainsi un rare doublé en cyclo-cross et VTT. Lors de la saison sur route 2023, elle se classe deuxième du championnat du Canada du contre-la-montre juniors, quatrième du Tour du Gévaudan Occitanie et huitième du championnat du monde sur route juniors, échouant à réaliser le triplé après ses deux titres en cyclo-cross et VTT. En novembre 2023, Holmgren, qui court désormais dans la catégorie élite, devient championne panaméricaine de cyclo-cross, puis décroche le titre de championne du Canada chez les espoirs (moins de 23 ans). 
En 2024, les deux sœurs Holmgren rejoignent l'équipe professionnelle Lidl-Trek et annoncent se concentrer davantage sur le cyclisme sur route. Elles continuent néanmoins un peu le cyclo-cross et  Isabella Holmgren se classe notamment quatrième de la course espoirs et du relais mixte aux mondiaux 2024.

## Palmarès en cyclo-cross
- 2021-2022
  - USCX Cyclocross Series juniors #5, Iowa City
  - USCX Cyclocross Series juniors #8, Mason
  -  Médaillée de bronze du championnat panaméricain de cyclo-cross juniors
  - 5e du X²O Badkamers Trofee juniors
  - 8e du championnat du monde de cyclo-cross juniors
  - 10e de l'USCX Cyclocross Series juniors
- 2022-2023
  -  Championne du monde de cyclo-cross juniors
  -  Championne du Canada de cyclo-cross juniors
  - OZ Cross juniors, Fayetteville
  - Bear Crossing Grand Prix, Langford
  - Classement général du X²O Badkamers Trofee juniors
    - X²O Badkamers Trofee juniors #2, Grand Prix Sven Nys

  - USCX Cyclocross Series juniors #8, Falmouth
  - 3e de la Coupe du monde de cyclo-cross juniors
  -  Médaillée de bronze du championnat panaméricain de cyclo-cross juniors
  - 5e de l'USCX Cyclocross Series juniors
- 2023-2024
  -  Championne panaméricaine de cyclo-cross
  -  Championne du Canada de cyclo-cross espoirs
  - Kings CX Day 2, Mason
  - Bear Crossing Grand Prix, Victoria
  - 4e du championnat du monde de cyclo-cross espoirs
- 2024-2025
  -  Championne du Canada de cyclo-cross
  - Thunder Cross, Missoula
  -  Médaillée d'argent du championnat panaméricain de cyclo-cross
  - 5e du championnat du monde de cyclo-cross espoirs
  - 5e de la Coupe du monde espoirs

## Palmarès en VTT

### Championnats du monde
- Les Gets 2022
  - 10e du cross-country juniors
- Glentress Forest 2023
  -  Championne du monde du cross-country juniors
- Pal Arinsal 2024
  -  Championne du monde du cross-country espoirs
  -  Championne du monde du cross-country short track espoirs

### Coupe du monde
- Coupe du monde de cross-country espoirs
  - 2024 : 5e du classement général, vainqueur de 4 manches

- Coupe du monde de cross-country short track espoirs
  - 2024 : 4e du classement général, vainqueur de 2 manches

## Palmarès sur route

### Par années
- 2023
  - 2e du championnat du Canada du contre-la-montre juniors
  - 8e du championnat du monde sur route juniors
- 2024
  - 2e du Tour de l'Avenir Femmes
- 2025
  - Durango-Durango Emakumeen Saria
  - 7e du Tour d'Italie

### Résultats sur les grands tours

#### Tour d'Italie
1 participation
- 2025 : 7e

### Classements mondiaux
| Année                                 | 2024 |
| ------------------------------------- | ---- |
| Classement UCI                        | 509e |
| UCI World Tour                        | 258e |
|                                       |      |
| Légende : nc = non classéSource : UCI |      |